# الحسن الثاني (فرقاطة)
الحسن الثاني هي فرقاطة من فئة فلوريال تابعة للبحرية الملكية المغربية. تم بناؤها للمغرب من قبل شانتيي دو لاتلونتيك في سان نازير، فرنسا، من 1999 إلى 2002. دخلت الفرقاطة الخدمة عام 2002. الحسن الثاني هي الثانية من فرقاطتين من طراز فلوريال في البحرية المغربية، والأخرى هي محمد الخامس.

## التطوير والتصميم
تم تصميم فرقاطات فئة فلوريال استجابة للطلب على سفينة حربية رخيصة الثمن قادرة على العمل في مناطق منخفضة التهديد وقادرة على أداء مهام الدوريات العامة. ونتيجة لذلك، تم بناء فئة فلوريال وفقًا للمعايير التجارية في مجالات تخزين الذخيرة ومرافق طائرات الهليكوبتر والسيطرة على الأضرار، مما أدى إلى خفض تكلفة السفن بشكل كبير. تم تصميم فئة فلوريال لاستخدام البناء المعياري الذي أدى إلى تقصير أوقات البناء. الفرقاطات المغربية من الفئة مشابهة لتلك الموجودة في الخدمة الفرنسية مع بعض التغييرات.
تبلغ الإزاحة القياسية للسفينة 2,600 طن متري (2,600 طن كبير) و3,000 طن متري (2,950 طن كبير) عند التحميل الكامل. يبلغ طول الفرقاطة 85.2 مترًا (279 قدمًا 6 بوصات) بين الخطوط المتعامدة و93.5 مترًا (306 قدمًا 9 بوصات) بشكل عام مع عرض يبلغ 14 مترًا (45 قدمًا 11 بوصة) وغاطس يبلغ 4.3 مترًا (14 قدمًا 1 بوصة). نظرًا للشعاع العريض للفرقاطة، فقد تم تجهيز السفينة بمثبتات زعانف.
يتم تشغيل الفرقاطة بواسطة نظام مشترك يعمل بالديزل والديزل (CODAD) يتألف من أربعة محركات ديزل تقود عمودين يدير كل منهما مروحة يمكن التحكم فيها. تم تصنيف نظام CODAD بـ 7,200 كيلوواط (9,600 حصان). كما تم تجهيز السفينة بمحرك دفع بقوة 250 كيلووات (340 حصان).  نظرًا لتصميم البناء التجاري، فإن محركات الديزل الأربعة جميعها موجودة داخل غرفة آلات واحدة لسهولة الصيانة. يتم تخزين كل من وقود الديزل ووقود الطيران TR5 على متن السفينة في مكان واحد في المؤخرة مقارنة بالسفن البحرية التي تحتوي على مخزنين. تحتوي السفينة أيضًا على ثلاثة مولدات تعمل بالديزل والكهرباء بقدرة 750 كيلووات (1010 حصان) تقع في مقدمة غرفة الآلات وخلفها مباشرةً..   تبلغ السرعة القصوى للحسن الثاني 20 عقدة (37 كم/س؛ 23 ميل/س) ومدى يصل إلى 10,000 ميل بحري (19,000 كـم؛ 12,000 ميل) بسرعة 15 عقدة (28 كم/س؛ 17 ميل/س). 
السفينة مسلحة بصاروخين سطح-سطح من طراز إكزوست إم إم 38 في منصات إطلاق موضوعة مركزيًا فوق البنية الفوقية الوسطى للسفينة. تحمل السفينة أيضًا برج مدفع أوتو ميلارا 76 ملم مزود بنظام نجير للتحكم في النيران يقع في الأمام. السفينة قادرة على التسلح بمدفعين من طراز إ2 عيار 20 ملم يقعان فوق البنية الفوقية الخلفية. يمكن تزويد الفرقاطات المغربية من فئة فلوريال بقاذفات مزدوجة لصواريخ سيمباد أرض-جو. تم تجهيز السفينة برادارين من طراز ديكا بريدجماستر، أحدهما للاستخدام كرادار ملاحي والآخر للتحكم في طائرات الهليكوبتر، ونظام المراقبة الإلكترونية لاعتراض الرادار تومسن 17 ونظامي داجاي ديكوي. 
تم تجهيز الفرقاطة بمهبط طائرات هليكوبتر مقاس 30 × 15 مترًا (98 × 49 قدمًا) يقع في المؤخرة وحظيرة بطول 10 × 15 مترًا (33 × 49 قدمًا). والسفينة قادرة على تشغيل طائرة يوروكوبتر إيه إس 565 بانثر حتى حالة البحر 5. كما أن الفرقاطة قادرة على تشغيل مروحيات يصل حجمها إلى حجم يوروكوبتر إيه أس 332 سوبر بوما. تضم السفينة 89 فردًا بما في ذلك الضباط.

## البناء والمهام
تم طلب الفرقاطة الحسن الثاني كثاني زوج من فرقاطات من طراز فلوريال في 12 يوليو 1999 من شانتيي دو لاتلونتيك للبناء في حوض سان نازير، فرنسا. تم وضع عارضة السفينة في ديسمبر 1999 وتم بناؤها باستخدام أساليب بناء معيارية مما أدى إلى تقليل وقت بناء السفينة. تم إطلاق الحسن الثاني في 11 فبراير 2002 وتم تكليفها في البحرية الملكية المغربية في 20 ديسمبر 2002. 
ابتداءً من سبتمبر 2013، خضعت الفرقاطة لعملية تجديد لمدة ستة أسابيع في حوض بناء السفن البرتغالي ألفيتي.  في عام 2014، شاركت الحسن الثاني في تدريب مع سفن البحرية الأمريكية في البحر الأبيض المتوسط كجزء من عملية فينيكس إكسبريس.  وفي عام 2018، شاركت السفينة في التدريبات البحرية الدولية المشتركة نبتون ترايدنت، جنبًا إلى جنب مع البحرية الملكية الكندية في خليج غينيا.  وفي عام 2019، تم نشر الحسن الثاني والكورفيت علال بن عبد لله في عدة موانئ أوروبية للتدريب مع القوات البحرية الأوروبية، ورستا في هولندا وفرنسا وألمانيا. 

## اقتباسات
1. ↑  Jordan 1995، صفحات 119–120.
2. 1 2 3 4 5 6 7  Saunders 2009، صفحة 531.
3. ↑  Jordan 1995، صفحة 119.
4. 1 2 3  Jordan 1995، صفحة 120.
5. ↑  Massicot 2010، صفحات 53–54.
6. ↑  Massicot 2010، صفحة 55.
7. ↑  Saunders 2009، صفحة 258.
8. ↑  Saunders 2009، صفحات 258, 531.
9. ↑  "La frégate Hassan II en carénage dans les chantiers navals publics portugais ALFEITE" [The frigate Hassan II undergoing refit in the Portuguese public shipyards ALFEITE]. MaritimeNews. 8 سبتمبر 2013. مؤرشف من الأصل في 2020-01-04. اطلع عليه بتاريخ 2020-01-03.
10. ↑  Murch، Matthew (30 مايو 2014). "Phoenix Express Continues with At-Sea Phase". United States Navy. مؤرشف من الأصل في 2020-07-25. اطلع عليه بتاريخ 2020-01-03.
11. ↑  Pugliese، David (16 أبريل 2018). "Royal Canadian Navy ships to return Tuesday from African deployment". National Post. مؤرشف من الأصل في 2023-10-04. اطلع عليه بتاريخ 2020-01-03.
12. ↑  Guessous، Hamza (15 أبريل 2019). "Royal Moroccan Navy Receives First Training in Germany". Morocco World News. مؤرشف من الأصل في 2021-04-23. اطلع عليه بتاريخ 2020-01-03.